# Guling, Chongqing
Guling (kinesiska: 故陵) är en köping i sydvästra Kina. Den ligger i Yunyang härad i storstadsområdet Chongqing, omkring 290 kilometer nordost om det centrala stadsdistriktet Yuzhong. Antalet invånare är 16 997. Befolkningen består av 8 828 kvinnor och 8 169 män. Barn under 15 år utgör 27,0 %, vuxna 15-64 år 60 %, och äldre över 65 år 11,0 %.